# Myslíš na to, na čo ja?
A Myslíš na to, na čo ja? (magyarul: Arra gondolsz, amire én?) Peter Nagy 1986-ban megjelent harmadik nagylemeze, melyet az Opus adott ki. 2002-ben CD-n is megjelent a Bonton kiadásában.

## Az album dalai

### A oldal
1. Zákony hada (2:20)
2. Na mojom poschodí (3:34)
3. Z úst do úst (3:52)
4. Tváre opustených (4:47)
5. Chlapčenská duša (3:02)
6. Pre krásu chvíle (6:00)

### B oldal
1. Myslíš na to, na čo ja? (2:54)
2. Prestávame hrať (4:03)
3. Láska je tu s vami (4:13)
4. Stará Johanka (3:38)
5. Smetisko (4:20)
6. Komparzista (4:47)